# Gordon Lightfoot
Pour les articles homonymes, voir Lightfoot.
Gordon Meredith Lightfoot Jr. (membre de l'Ordre du Canada et membre de l'Ordre de l'Ontario), né le 17 novembre 1938 à Orillia (Ontario) et mort le 1er mai 2023 à Toronto (Ontario), est un auteur-compositeur-interprète, poète et chanteur de folk canadien anglophone.

## Biographie

### Jeunesse et premières années
Gordon Lightfoot est né à Orillia en Ontario, fils du gérant d'une grande entreprise de nettoyage à sec. Dans sa jeunesse, il apparaît régulièrement à la radio locale d'Orillia, interprétant des opérettes et des oratorios, et gagne en exposition lors de divers festivals de musique Kiwanis. Il a douze ans quand il fait sa première apparition au Massey Hall à Toronto, après avoir remporté un concours pour garçons dont les voix n'ont pas encore mué. Adolescent, il apprend le piano, la batterie et les percussions. Il donne divers concerts dans la région de Muskoka, une station balnéaire au nord d'Orillia, chantant en compensation de "quelques bières". À l'école secondaire, Gordon se produit régulièrement et apprend à jouer de la guitare acoustique en autodidacte. Il est alors influencé par l'auteur-compositeur américain du XIXe siècle Stephen Foster.
Gordon Lightfoot déménage en Californie en 1958, où il étudie la composition et l'orchestration jazz pendant deux ans au Hollywood Westlake College of Music, où se trouvent de nombreux étudiants canadiens. Pour subvenir à ses besoins, il enregistre des maquettes et écrit, arrange et produit des jingles commerciaux. Il est influencé par la musique folk de Pete Seeger, Bob Gibson, Ian et Sylvia Tyson et The Weavers. Il vit à Los Angeles pendant un certain temps, mais Toronto lui manque et il déménage en 1960. Il vit dès lors au Canada, bien qu'il travaille beaucoup aux États-Unis.
Après son retour au Canada, Gordon Lightfoot joue avec The Swinging Eight, un groupe présent sur Country Hoedown, une émission de musique country sur CBC Television. Il est bientôt connu dans les cafés de Toronto, promouvant la musique folk. En 1962, il sort deux singles qui sont des succès locaux à Toronto et obtiennent un certain temps d'antenne ailleurs au Canada. (Remember Me) I'm the One est en 3e position sur la radio CHUM de Toronto en juillet 1962, et l'un des 20 succès sur CKGM de Montréal. Avec Negotiations/It's Too Late, He Wins, il atteint la 27e position sur CHUM en décembre. Il chante avec Terry Whelan dans un duo appelé les Two-Tones. Ils enregistrent un album live qui est publié en 1962 appelé The Two-Tones at the Village Corner.
En 1963, Gordon Lightfoot voyage en Europe où, au Royaume-Uni, il anime pendant un an l'émission Country and Western Show sur la BBC TV. En 1964, il retourne au Canada où il commence à se forger une réputation en tant que compositeur. Ian & Sylvia enregistrent Early Mornin' Rain et For Lovin' Me, et un an plus tard, les deux chansons sont ré-enregistrées par Peter, Paul and Mary.

### Début chez United Artist
En 1965, Gordon Lightfoot signe un contrat de management avec Albert Grossman, qui fut également manager de Bob Dylan. Cette même année, il signe un contrat d'enregistrement avec United Artists et sort le single I’m not saying. Ses apparitions au Newport Folk Festival, à The Tonight Show et au Town Hall de New York augmentent son nombre de fans et sa renommée. En 1966, il sort son premier album Lightfoot!, qui lui vaut une reconnaissance accrue en tant que chanteur et compositeur.
Il reçoit une commande de la CBC pour écrire le Canadian Railroad Trilogy pour une émission spéciale le 1er janvier 1967, pour célébrer le centenaire du Canada. Entre 1966 et 1969, Lightfoot enregistre quatre albums supplémentaires pour United Artists: The Way I Feel (1967), Did She Mention My Name? (1968), Back Here on Earth (1968), et le live Sunday Concert (1969). Son plus grand succès de l'époque est une interprétation de Bob Dylan Just Like Tom Thumb's Blues, qui atteint la 3e place des charts canadiens en décembre 1965.
Au niveau international, ces albums sont bien accueillis sans toutefois contenir des tubes. Hors du Canada, il reste alors plus connu en tant qu'auteur-compositeur que comme interprète.
Le succès de Gordon Lightfoot en tant qu'artiste de scène continue de croître tout au long des années 1960. Il entame sa première tournée nationale au Canada en 1967, et se produit aussi à New York. Entre 1967 et 1974, il réalise une tournée en Europe et est bien reçu lors de ses deux tournées en Australie.
United Artists sort régulièrement des Best of dans les années 1970, lorsque Gordon obtient le succès sur ses prochains labels Warner Bros. et Reprise.

### Passage chez Reprise Records-Warner Bros. Records
Gordon Lightfoot signe avec Warner Bros. / Reprise en 1970 et obtient un grand succès aux États-Unis avec sa chanson If You Could Read My Mind. Il en vend plus d'un million d'exemplaires en début de l'année 1971, et reçoit un disque d'or. La chanson est à l'origine présentée sur son album de 1970 Sit Down Young Stranger, mais qui ne se vend pas bien. Après le succès de la chanson, l'album est réédité sous le nouveau titre If You Could Read My Mind. Il atteint la 5e position du hit-parade à l'échelle nationale et ce succès représente un tournant majeur dans la carrière de Gordon Lightfoot. Cet album contient également une deuxième version de Me and Bobby McGee.
En 1972, il réduit son programme de tournée après avoir contracté une paralysie de Bell, paralysant temporairement une partie de son visage. Malgré sa maladie, il obtient de grands succès au cours des années 1970. En juin 1974, son single Sundown de l'album du même nom devient no 1 dans les charts américains et canadiens. Il se produit deux fois sur NBC dans l'émission The Midnight Special. La chanson Carefree Highway (parlant de l'Arizona State Route 74 à Phoenix), single du même album, se place dans le Top 10 dans les deux pays.
Fin novembre 1975, Gordon Lightfoot lit un article du magazine Newsweek au sujet de la perte du SS Edmund Fitzgerald, qui coula dans le lac Supérieur lors d'une violente tempête le 10 novembre, entraînant la perte de l'ensemble des 29 membres d'équipage. Dans sa chanson, The Wreck of the Edmund Fitzgerald, sortie en 1976, la plupart des paroles sont basées sur les faits contenus dans l'article. La chanson atteint la deuxième position du Billboard charts aux États-Unis et devient numéro un au Canada. En 1978, sa chanson The Circle Is Small (I Can See It in Your Eyes) atteint la 33e position dans les charts américains.
Entre 1971 et 1978, il sort huit albums :
- Summer Side of Life (1971)
- Don Quixote (1972)
- Old Dan's Records (1972)
- Sundown (1974)
- Cold on the Shoulder (1975)
- Une double compilation Gord's Gold (1975) incluant neuf nouvelles versions de ses chansons les plus connues du temps d'United Artists
- Summertime Dream (1976)
- Endless Wire (1978)

En avril 1987, il dépose une plainte contre le compositeur Michael Masser, affirmant que la mélodie de Masser pour la chanson The Greatest Love of All, enregistrée par George Benson (1977) et Whitney Houston (1985), reprenait 24 mesures de sa chanson If You Could Read My Mind. Lightfoot déclara plus tard qu'il ne voulait pas que les gens pensent qu'il avait lui-même copié sa mélodie à partir de celle de Masser.
Au cours des années 1980 et 1990, il enregistre six nouveaux albums et une compilation pour Warner Bros./Reprise : Dream Street Rose (1980), Shadows (1982), Salute (1983), East of Midnight (1986), Gord's Gold, Vol. 2 (1988), Waiting for You (1993) et A Painter Passing Through (1998).

### Maladie et retour

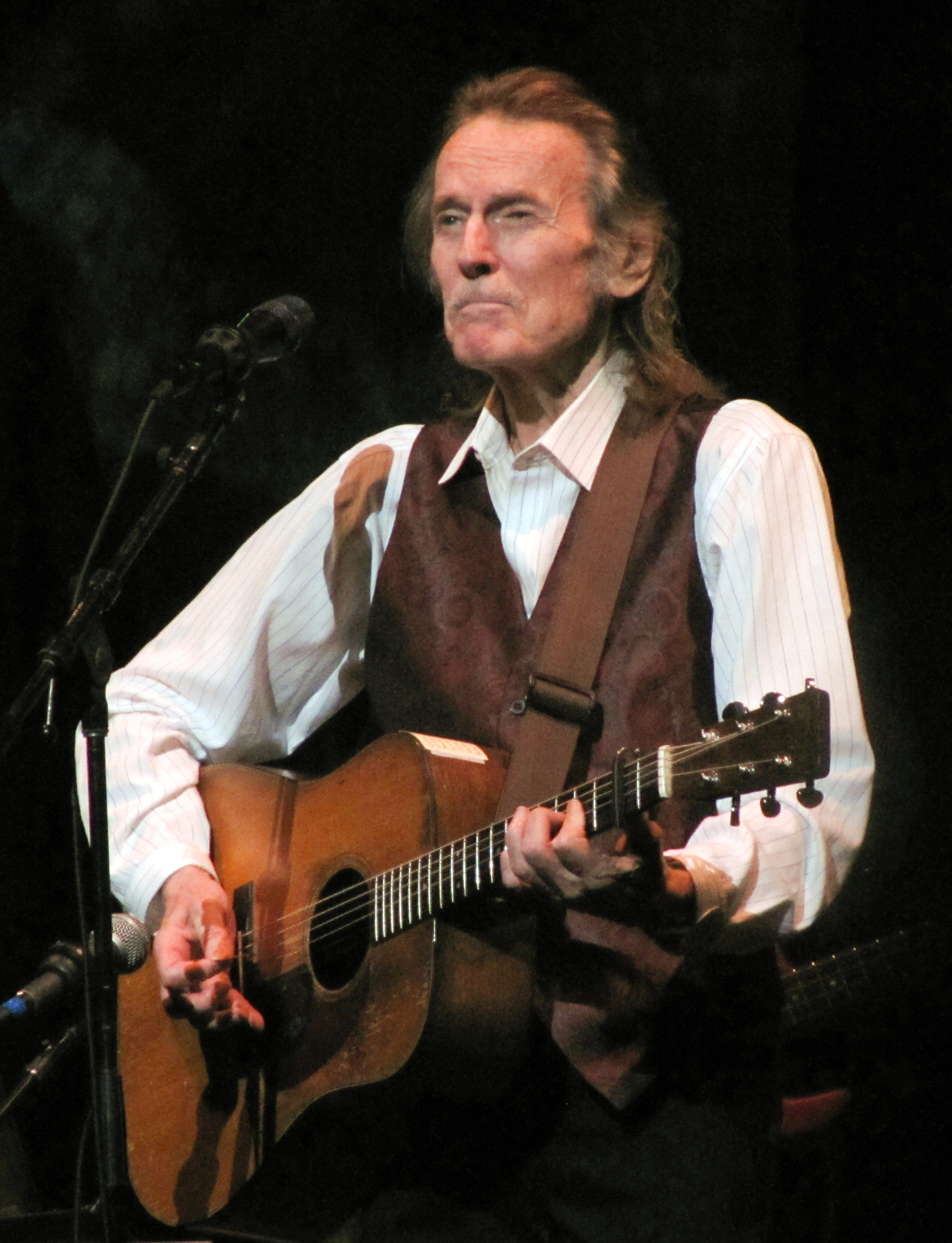
Gordon Lightfoot à Interlochen (Michigan).

En janvier 2002, Gordon Lightfoot écrit trente nouvelles chansons pour son prochain album studio. Il enregistre des démos guitare et voix de certaines de ces nouvelles chansons. En septembre, avant un concert à Orillia, il souffre de maux d'estomac sévères et il est transporté au McMaster Medical Centre, à Hamilton, en Ontario. Il est opéré pour une rupture d'anévrisme de l'aorte abdominale, et il demeure dans un état grave à l'unité de soins intensifs. Il passe six semaines dans le coma et subit une trachéotomie, ainsi que quatre opérations chirurgicales supplémentaires. Toutes ses autres dates de concert de 2002 sont annulées. En décembre, plus de trois mois après avoir été transporté au centre médical, il est apte à poursuivre sa convalescence à son domicile.
En 2003, il subit une intervention chirurgicale pour poursuivre le traitement de son état abdominal. En novembre, il signe un contrat d'enregistrement avec Linus Entertainment et commence à répéter avec son groupe pour la première fois depuis sa maladie. Toujours en 2003, Borealis Records, un label liée à Linus Entertainment, sort Beautiful: A Tribute to Gordon Lightfoot. Sur cet album, divers artistes, tels que Cowboy Junkies, Bruce Cockburn, Jesse Winchester, Maria Muldaur, et The Tragically Hip interprètent des chansons de Gordon. La dernière chanson de l'album, "Lightfoot", est la seule chanson inédite, composée et interprétée par Aengus Finnan.
En janvier 2004, Gordon Lightfoot achève son travail sur l'album Harmony, enregistré en grande partie avant sa maladie. L'album sort le 11 mai de cette année. En juillet 2004, il fait une interprétation surprise au Mariposa Folk Festival, son premier depuis sa maladie, interprétant I'll Tag Along en solo. En août, il joue un solo de cinq chansons à Peterborough, en Ontario, pour une association caritative à la suite d'inondations. En novembre, il fait son retour tant attendu à la scène avec deux concerts à guichets fermés à Hamilton, en Ontario.
Son nouvel album se vend bien et il fait une apparition à l'émission Canadian Idol, où les six meilleurs concurrents interprète chacun une de ses chansons, puis pour finir une performance de groupe sur sa chanson Canadian Railroad Trilogy. En 2005, il fit une tournée discrète appelée Better Late Than Never Tour.
Le 14 septembre 2006, en plein milieu d'un concert, il fait un AVC mineur qui lui fait perdre l'usage du majeur et de l'annulaire de sa main droite. Il retourne en concert neuf jours plus tard, et pour un bref moment utilise un guitariste pour les passages les plus difficiles. Depuis 2007, Gordon a retrouvé le plein usage de sa main droite, il joue alors toutes les parties de guitare comme il les a écrites à l'origine.
Alors qu'une tournée était prévue pour 2008, son manager Barry Harvey meurt à 56 ans le 4 décembre 2007. Fin 2009, Lightfoot entreprend une tournée dans 26 villes.
En février 2010, Gordon Lightfoot est victime d'un canular douteux quand le journaliste David Akin de CTV annonce sur Twitter et Facebook qu'il est mort . Chez son dentiste au moment où la rumeur se répand, Gordon entend la nouvelle à la radio sur son trajet de retour. Il dissipe l'inquiétude de ses fans en téléphonant à Charles Adler de CJOB. En 2012, Gordon continue à se produire sur scène, comme le 15 juin à Ottawa à guichets fermés, au Centre national des Arts.

### Vie personnelle
Gordon Lightfoot a été marié deux fois. La première fois en avril 1963 avec Brita Ingegerd Olaisson, une Suédoise avec laquelle il a deux enfants, Fred et Ingrid. Ils divorcent en 1973, le mariage se terminant en partie en raison de son infidélité (avec sa copine de l'époque, Cathy Smith, connue ensuite pour avoir préparé le mélange d'héroïne et cocaïne provoquant la mort de l'acteur John Belushi). Après avoir été célibataire pendant 16 ans, il épouse Elizabeth Moon en 1989 avec laquelle il a à nouveau deux enfants, Miles et Meredith.
Il a joué avec certains des membres de son groupe pendant plus de 40 ans.

### Mort
Gordon Lightfoot meurt le 1er mai 2023 dans un hôpital de Toronto à l'âge de 84 ans.

## Distinctions et récompenses

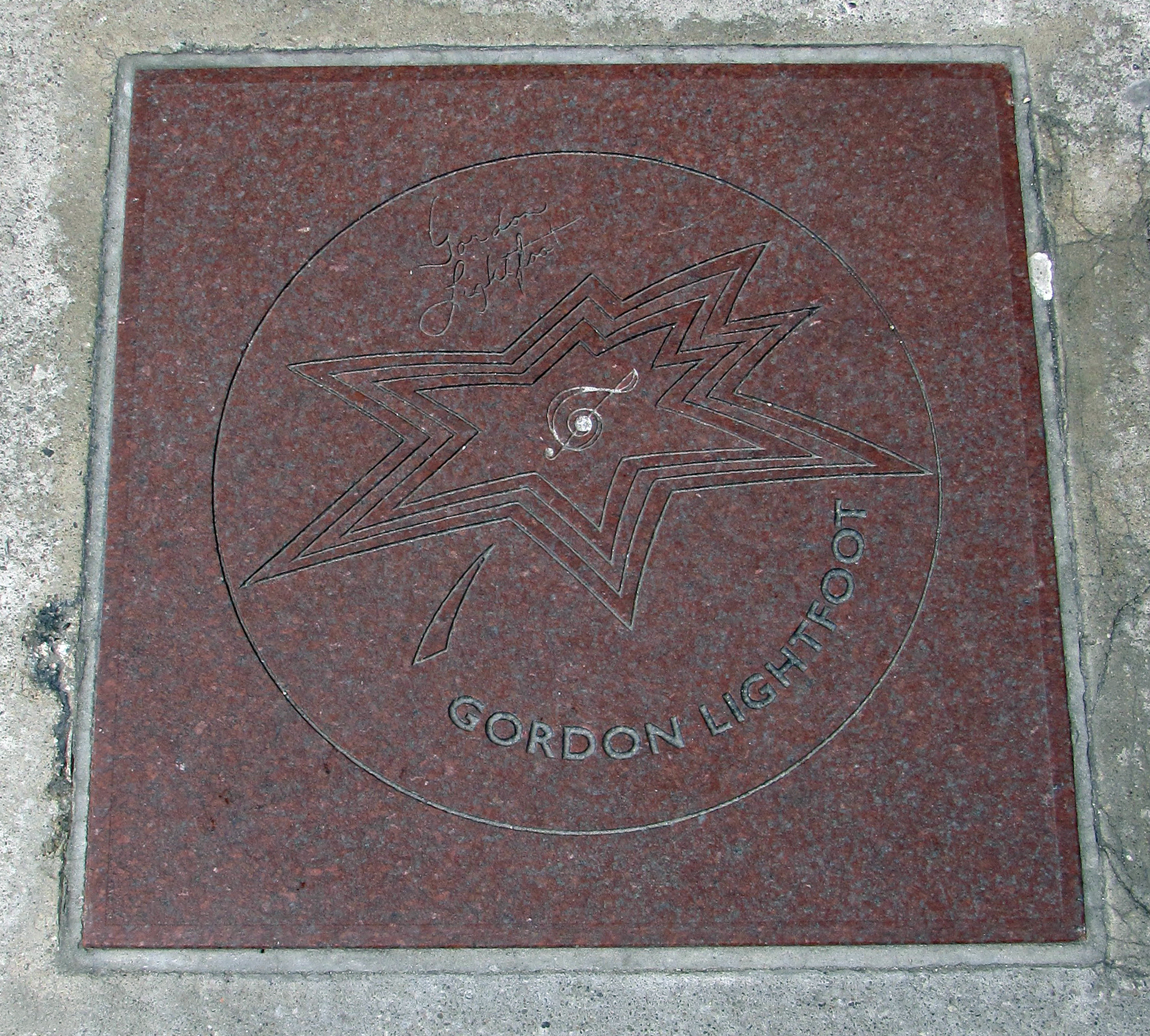
Étoile de Gordon Lightfoot sur l'Allée des célébrités canadiennes.

En dehors des récompenses reçues pour ses albums et singles, Gordon Lightfoot reçut seize prix Juno comme chanteur folk en 1965, 1966, 1968, 1969, 1973, 1974, 1975, 1976 et 1977; comme interprète masculin en 1967, 1970, 1971, 1972 et 1973; et en tant que compositeur de l'année en 1972 et 1976. Il reçut des prix de l'ASCAP comme Auteur-compositeur en 1971, 1974, 1976 et 1977, et fut nommé pour cinq Grammy Awards. En 1980, il est nommé chanteur canadien masculin de la décennie, pour son travail dans les années 1970.
Gordon Lightfoot fut intronisé au panthéon de la musique canadienne en 1986 et au Canadian Country Music Hall of Fame en 2001. Il fut intronisé sur l'Allée des célébrités canadiennes en 1998. Le 14 juin 2012, Gordon Lightfoot fut intronisée au Songwriters Hall of Fame, lors d'une cérémonie à New York.
En mai 2003, il fut nommé Compagnon de l'Ordre du Canada. Il est également membre de l'Ordre de l'Ontario. En 2007, Postes Canada a honoré Gordon ainsi que trois autres grands artistes de musique canadienne (Anne Murray, Paul Anka, et Joni Mitchell) avec les timbres-poste mettant en évidence leurs noms et images.

## The Two Tones
- 1962 : The Two Tones At The Village Corner - Avec Terry Whelan

### Albums
| Année | Titre                               | Hit-parade | Hit-parade | Certification | Certification | Label                |
| Année | Titre                               | CAN        | US         | CRIA          | RIAA          | Label                |
| ----- | ----------------------------------- | ---------- | ---------- | ------------- | ------------- | -------------------- |
| 1966  | Lightfoot!                          | —          | —          |               |               | United Artists       |
| 1967  | The Way I Feel                      | —          | —          |               |               | United Artists       |
| 1968  | Did She Mention My Name             | 21         | —          |               |               | United Artists       |
| 1968  | Back Here on Earth                  | 21         | —          |               |               | United Artists       |
| 1969  | Sunday Concert (live)               | 21         | —          |               |               | United Artists       |
| 1970  | Sit Down Young Stranger             | 12         | 12         |               | Or            | Reprise Records      |
| 1971  | Summer Side of Life                 | 3          | 38         |               |               | Reprise Records      |
| 1972  | Don Quixote                         | 1          | 42         |               |               | Reprise Records      |
| 1972  | Old Dan's Records                   | 3          | 95         |               |               | Reprise Records      |
| 1974  | Sundown                             | 1          | 1          |               | Platine       | Reprise Records      |
| 1975  | Cold on the Shoulder                | 3          | 10         |               |               | Reprise Records      |
| 1976  | Summertime Dream                    | 1          | 12         | Platine       | Platine       | Reprise Records      |
| 1978  | Endless Wire                        | 2          | 22         |               | Or            | Warner Bros. Records |
| 1979  | The First Time Ever I Saw Your Face |            |            |               |               | Warner Bros. Records |
| 1980  | Dream Street Rose                   | 9          | 60         |               |               | Warner Bros. Records |
| 1982  | Shadows                             | 16         | 87         |               |               | Warner Bros. Records |
| 1983  | Salute                              | 59         | 175        |               |               | Warner Bros. Records |
| 1986  | East of Midnight                    | 37         | 166        | Or            |               | Warner Bros. Records |
| 1988  | Gord's Gold Volume II               |            |            |               |               | Warner Bros. Records |
| 1993  | Waiting for You                     | 24         | —          |               |               | Warner Bros. Records |
| 1998  | A Painter Passing Through           | 92         | —          |               |               |                      |
| 2004  | Harmony                             | 13         | —          |               |               | Linus Entertainment  |
| 2012  | All Live (live)                     | 16         | —          |               |               |                      |
| 2012  | Solo                                | 17         | —          |               |               | Warner Music Canada  |
| 2021  | Beginnings                          |            |            |               |               |                      |

### Compilations
| Année | Titre                                                         | Hit-parade | Hit-parade | Certification | Certification     | Label           |
| Année | Titre                                                         | CAN        | US         | CRIA          | RIAA              | Label           |
| ----- | ------------------------------------------------------------- | ---------- | ---------- | ------------- | ----------------- | --------------- |
| 1969  | Early Lightfoot                                               | 69         | —          |               |                   | AME             |
| 1970  | The Best of Gordon Lightfoot                                  | —          | —          |               |                   | United Artists  |
| 1971  | Classic Lightfoot - The Best of Gordon Lightfoot, Vol. 2      | 41         | 178        |               |                   | United Artists  |
| 1972  | A Lightfoot Collection - The Best of Gordon Lightfoot, Vol. 3 | —          | —          |               |                   | United Artists  |
| 1974  | The Very Best of Gordon Lightfoot                             | —          | 155        |               |                   | United Artists  |
| 1975  | The Very Best of Gordon Lightfoot, Vol. 2                     | —          | —          |               |                   | United Artists  |
| 1975  | Gord's Gold                                                   | 8          | 34         | 2 × Platine   | 2 × Multi-Platine | Reprise Records |
| 1976  | Early Morning Rain                                            | —          | —          |               |                   | EMI             |
| 1985  | Songbook                                                      | —          | —          |               |                   | Pair            |
| 1988  | Gord's Gold, Vol. 2                                           | —          | —          | Platine       | Or                | Reprise Records |
| 1989  | The Best of Gordon Lightfoot                                  | —          | —          |               |                   | Curb            |
| 1990  | If You Could Read My Mind                                     | —          | —          |               |                   | Reprise Records |
| 1992  | The Original Lightfoot                                        | 58         | —          |               |                   | United Artists  |
| 1993  | The United Artists Collection                                 | —          | —          |               |                   | United Artists  |
| 1999  | Songbook                                                      | —          | —          |               |                   | Rhino Records   |
| 2002  | Complete Greatest Hits                                        | 21         | 128        | Or            | Or                | Rhino Records   |
| 2003  | Beautiful: A Tribute to Gordon Lightfoot                      | —          | —          |               |                   | Borealis        |

## Collaboration
- 1985 : Tears Are Not Enough : Avec Bryan Adams, Jim Valance, Burton Cummings, Geddy Lee, Anne Murray, Bob Rock, Bruce Cockburn, Carole Pope, Corey Hart, Dan Hill, David Foster, Ian Thomas, Sylvia Tyson, Joni Mitchell, Lisa Dalbello, Neil Young, Liona Boyd, Mike Reno, Paul Hyde, John Candy, Kim Mitchell, Paul Shaffer, Oscar Peterson, Andy Kim, Richard Manuel, Aldo Nova, etc.